# Rue Pierre-Seel
Rue Pierre-Seel je ulice v Paříži v historické čtvrti Marais. Nachází se ve 4. obvodu.

## Poloha
Ulice vede od křižovatky s Rue de Rivoli a končí na křižovatce s Rue du Roi-de-Sicile.

## Historie
Pařížská rada a radnice 4. obvodu rozhodly přejmenovat část Rue Ferdinand-Duval na počest Pierra Seela (1923–2005), francouzského spisovatele, který podal svědectví o deportacích francouzských homosexuálů během druhé světové války. Ulice byla slavnostně přejmenována 19. června 2019.